# 亚洲相互协作与信任措施会议
亚洲相互协作与信任措施会议（英語：Conference on Interaction and Confidence-Building Measures in Asia (CICA)，简称亚信会议或亚信）是一个亚洲多国参与的论坛。
亚信会议领导人会议基本定期每4年举行一次。秘書處總部設在哈薩克斯坦的首都阿斯塔纳。

## 创始背景
1992年10月，哈萨克斯坦总统纳扎尔巴耶夫第47届联合国大会上提出，为了加强关于地区安全方面的多边合作，在亚洲大陆上建立起有效的、综合性的安全保障机制，共同打击地区恐怖主义，建议召开这样一个定期会议，得到许多亚洲和大洋洲国家的响应。
1996年2月7日，在当时哈萨克斯坦的首都阿拉木图举行亚信会议参加国的副外长级会议。有17个国家参与，包括阿富汗、阿塞拜疆、中国、埃及、印度、伊朗、以色列、哈萨克斯坦、吉尔吉斯斯坦、蒙古、巴基斯坦、巴勒斯坦、俄罗斯、塔吉克斯坦、土耳其、乌兹别克斯坦和泰国。此次会议制定亚信会议基础文件草案。
1997年12月3日，在阿拉木图举行第二次的亚信会议副外长级会议，通过了总结性声明，声明宣称“将进一步加强在地区和平、稳定、安全和合作等问题上的政治对话”。

## 历届会议

### 1999年部长级会议
亚信外交部长级第一次会议于1999年9月14日在阿拉木图举行，阿富汗、阿塞拜疆、中国、埃及、印度、伊朗、以色列、哈萨克斯坦、吉尔吉斯斯坦、巴基斯坦、巴勒斯坦、俄罗斯、塔吉克斯坦、土耳其和乌兹别克斯坦等15个成员国参会。观察员国美国、日本、印尼、韩国、马来西亚、蒙古、乌克兰和国际组织如联合国和歐洲安全與合作組織也参加了会议。会议通过《亚信会议成员国相互关系原则宣言》：要“维护公认的国际关系基本准则，即相互尊重主权和领土完整，互不干涉内政，和平解决争端，不使用武力和以武力相威胁，发展经济、社会和文化合作”等。

### 2002年领导人会议
2002年6月4日，在阿拉木图召开第一次“亚信会议”国家领导人会议，各成员国元首、政府首脑参加，并有印度尼西亚、日本、韩国、乌克兰、美国、越南、马来西亚、澳大利亚和黎巴嫩等观察员国代表，联合国、欧安组织、阿盟等国际组织的代表参加。会议通过了《阿拉木图文件》和《关于消除恐怖主义和促进文明对话的宣言》。

### 2006年领导人会议
2006年6月17日，在阿拉木图召开第二次“亚信会议”领导人会议。接纳韩国为第18个成员国。

### 2010年领导人会议
2010年6月8日，在土耳其伊斯坦布尔召开第三次“亚信会议”领导人会议。接纳伊拉克和越南为成员国，成员国总数达到22个。卡塔尔副首相艾哈迈德20日在上海正式签署了加入亚洲相互协作与信任措施会议的有关文件，成为亚信第25个成员国。孟加拉国外长阿里·迪普穆妮同日在上海签署了《孟加拉国关于获得亚信成员国地位的备忘录》，成为亚信第26个成员国。

### 2014年峰会
2014年5月20日至21日，亚洲相互协作与信任措施会议第四次峰会，简称第四次亚信峰会，于中国上海举行。中方将正式接任亚信主席国（第四任），中国国家主席习近平主持并作主旨讲话。

### 2019年峰会
2019年6月14日至15日，亚洲相互协作与信任措施会议第五次峰会，简称第五次亚信峰会，于塔吉克斯坦杜尚别举行。

### 2022年峰会
2022年10月12日至13日，亚洲相互协作与信任措施会议第六次峰会，简称第六次亚信峰会，于哈萨克斯坦阿斯塔纳举行。

## 成员
亚信成员国：
- 阿富汗
- 巴林
- 柬埔寨
- 中国
- 埃及
- 印度
- 伊朗
- 伊拉克
- 以色列
- 约旦
- 科威特
- 蒙古国
- 巴基斯坦
- 巴勒斯坦
- 俄羅斯
- 斯里蘭卡
- 泰國
- 土耳其
- 阿联酋
- 越南

观察员国：
- 白俄羅斯
- 印度尼西亞
- 日本
- 马来西亚
- 菲律賓
- 沙烏地阿拉伯
- 乌克兰
- 美国

观察员组织：
- 国际移民组织
- 联合国
- 欧洲安全与合作组织
- 阿拉伯国家联盟
- 突厥国家议会大会（英语：TURKPA）

伙伴组织：
- 哈萨克斯坦人民大会（英语：Assembly of People of Kazakhstan）
- 经济合作组织
- 上海合作组织
- 上合组织地区反恐怖机构（法语：Structure régionale antiterroriste）
- 联合国毒品和犯罪问题办公室
- 欧亚经济联盟

## 主席国
- （2002~2010）[6]
- 土耳其 （2010~2014）[7]
- 中国 （2014~2018）
- （2018~2020）
- （2020~2024）[8]